# 小川電器商会
小川電器商会（おがわでんきしょうかい）は、かつて山形県鶴岡市にあった、家庭用電気製品、および音響機器の販売・修理メーカー。特に、オーディオラボオガワの名称でハイエンド・オーディオやディスクの販売・修理などを行っていた。

## 略歴
- 1958年 - 有限会社小川電器商会として創業。
- 1973年 - オーディオ部門である、「オーディオラボ」開始。
- 1981年 - 鶴岡市山王町から上畑町に移転し現在にいたる。
- 2019年
  - 3月31日 - 営業を終了。事業はオーディオラボ鶴岡と、レリック スピーカー修理工房に引き継がれる。
  - 12月24日 - 法人登記閉鎖（清算の結了等）。

## 特徴
スピーカーや、真空管などを使用したアンプなど、マニアックなオーディオ機器の販売・修理を行っている。オーディオ機器のみならずその周辺環境の振動するものすべてが物理運動をしているものと考え、スピーカーを始めとするオーディオ機器を単にトランスジューサーとして捉えずアコースティックなものと捉える思考がベースとなっており、最終的に目指すのはオーディオシステムの存在が気にならない音を基本的な概念としている。
「バック工芸社」というブランドでは独創的なスピーカースタンドの製作・販売を行っていたが、2017年9月30日をもって、製作・販売を終了した。また、オランダのオーディオメーカーである「AH!」社の製品も、以前取り扱いを行っていた。
高級オーディオの世界では国内外を問わず小規模メーカーのブランド人気が高いが、毎年、東京有楽町で開催される「ハイエンド・ショー・トウキョウ」にブースを出店し、直接顧客との接触を持つことで消費者のニーズを商品化することで大手メーカーとの差別化を図る。
顧客は80%は東京圏であるが、近年では中国・インドなどのバイヤーが富裕層向けにビンテージ中古品の需要が多い。また、高級スピーカーの修理も手掛け、スピーカーサービス部長の佐藤絹子は「ゴッドハンド」と呼ばれる名工でもある。メーカーが断るような、スピーカーの修理も請け負うが常に数ヶ月待ちの状態だという。

## 交通アクセス
- 鉄道:JR羽越線鶴岡駅から徒歩約13分。

- 自動車:山形自動車道鶴岡ICより約10分ほど走行した、山形大学農学部の先にある、理容cut-A鶴岡店を右折し、約200m。